# 使者
使者（ししゃ）とは、命令・依頼を受けて、それを伝達する者。特に戦国時代、上級者の書状と共に相手先に赴いた人物。

## 概要
過去において近代に腕木通信や電信が発明されるまで、大量の情報をやり取りする為の手段は書状と口頭に拠るしかなかった。その中で、特に重要な情報については書状による伝達ではなく、使者を通じた口頭による伝達が最適とされた。
その理由として、書状のみでの伝達では
- 詳細な情報を書状に書くことは、書状の奪取・盗難・紛失による情報流出の恐れがあること。
- 書状のみでは、それが偽文章である可能性が生ずること。防止策として花押・印判の使用も行われるが、それを含めた偽作も否定できない。
- 遠方では書状の内容と異なった展開が発生した場合、書状のみではそれに対応できないこと。

を挙げることができる。
そのため、領国間で様々な外交活動が行われた戦国時代においては戦国大名達は先ず、簡単な概略を記した書状を作成している。そしてそれを使者に持たせ、その使者に詳細事項を記憶させて相手側に送り出していた。この時、書状には末尾にその使者の名を記して『委細については彼に聞いて下さい』と記述している。また、基本的に使者として派遣される者は相手先の大名・家臣に知己があるものが任命され、同時に彼らは使者として赴いた先で、状況の変化に応じて自己の判断による外交活動を行うことが許されている。その意味では彼らは法律用語としての『使者』ではなく、『代理人』の方がより適当と言える。
ちなみに、口頭といっても情報を送り元が使者に、また使者が送り先に直接に口伝えするということはそれほどない。通常は送り元が使者に記憶する伝達内容を指示した覚書を送り、また使者は現地に到着した後で記憶した内容を書状に示し、それを副状（添状）として直札に添えて、送り先に提出している。
このように使者の派遣を行うことで、上記の書状のみでの問題点を解決することができる。しかし、これも時代が下り大名の領国拡大に伴う、国内外の文章発給数が増加すると使者の絶対数という新たな問題を生じることになる。使者の人選としては相手先と交渉を行えるだけの家格・能力を有し、送り先に面識があること。そして遠方へ往復を行う体力を有し、なおかつ途中で妨害に遭う可能性を考慮しなければならない。この様な人物は大大名の中でもそう多くなく、時代が下るとともに書状に詳細な内容を記述する事例が増加する様になっている。
また、使者の人選においては、その条件の難しさから様々な人材が登用されている。例えば僧侶は、その知識階級としての能力と、諸国を行脚するというイメージを買われ通常の使者としてだけでなく、密使の任務を受けることもある。また、使番の任務はこの使者と合致するが、他の大名への使者は使番の中でも一握りの大身層が命じられるか、より上位の側近衆がその任に当たっている。

## 参考資料
- 山田邦明 『戦国のコミュニケーション 情報と通信』 吉川弘文館 2002年 ISBN 4-642-07782-0